# ليزا تشامبرز
ليزا تشامبرز (بالإنجليزية: Lisa Chambers)‏ هي سياسية أيرلندية ولدت في يوم 24 أغسطس 1986 في كاسلبار في أيرلندا. هي زعيمة حزب فيانا فايل في البرلمان الأيرلندي.